# Karl Langowski
Karl Max Langowski (* 1. Oktober 1905 in Kiel; † 1. November 1965 in Woltersdorf) war ein Parteifunktionär der KPD. Er gehörte ab 1932 dem Militärpolitischen Apparat (M-Apparat) der KPD in leitender Funktion an und wurde im Dezember 1933 durch Verrat verhaftet. 1935 zu einer zehnjährigen Zuchthausstrafe verurteilt, wurde er 1945 durch die Rote Armee befreit und arbeitete in der DDR in verschiedenen Funktionen auf kommunaler Ebene.

## Leben
Der gelernte Schlosser wurde 1925 Mitglied der KPD und des Roten Frontkämpferbundes (RFB). Er arbeitete 1927/28 als Kohlentrimmer und Heizer auf hoher See und war ab 1931 wieder als Schlosser in Kiel bzw. Hamburg beschäftigt. In Kiel gehörte er der Unterbezirksleitung der KPD an und leitete die Rote Jungfront, die Jugendorganisation des RFB. 1930 wurde er verhaftet und verbrachte drei Monate in Untersuchungshaft.
Unter dem Decknamen „Josef“ absolvierte Langowski 1931/32 einen Kurs an der Militärschule der Komintern in Moskau, um nach seiner Rückkehr im Apparat der Militärpolitischen Apparat, dem Nachrichtendienst der KPD zu arbeiten. Dort leitete er das Ressort „Zersetzung der Reichswehr“. Im Februar 1933 ging er zur illegalen Arbeit über. Er gehörte zur Leitung des M-Apparates unter Hans Kippenberger und war nach dessen Emigration persönlicher Mitarbeiter von Hermann Dünow, des amtierenden Leiters. Durch den Verrat Alfred Kattners wurden Langowski und Dünow am 18. Dezember 1933 von der Gestapo festgenommen, als sie Kattner einen Pass zur Emigration in die Sowjetunion übergeben wollten. Langowski wurde am 16. August 1935 durch den Volksgerichtshof zu zehn Jahren Zuchthaus verurteilt. Er saß in den Strafanstalten Berlin-Moabit, Luckau und Brandenburg-Görden ein, wo er im April 1945 durch die Rote Armee befreit wurde.
Nach dem Zweiten Weltkrieg beteiligte sich Langowski zunächst am Aufbau der Gemeindeverwaltung und der KPD-Ortsgruppe in Klosterfelde. Er wurde Arbeitsgebietsleiter sowie bis Juli 1946 Politischer Leiter der KPD/SED Niederbarnim. Er durfte aber bereits am Vereinigungsparteitag von KPD und SED im April 1946 nicht teilnehmen. Aufgrund einer Anschuldigung Hermann Dünows vom August 1946, er sei in der Strafanstalt Luckau zum Spitzel und Verräter geworden, wurde  Langowski noch 1946 von der Sowjetischen Militäradministration festgenommen, aber bald rehabilitiert. Langowski wies Dünows Vorwürfe 1947 öffentlich zurück.
Das Ministerium für Staatssicherheit war der Auffassung, nach seiner Festnahme habe Langowski durch Aussagen bei der Gestapo zur weiteren Zerschlagung des M-Apparates und Festnahmen im Jahre 1934 beigetragen. Auch sei er in späteren Prozessen als Belastungszeuge gegen Genossen aufgetreten. Der „ominöse Unfalltod seiner Frau bewirkte den Parteiausschluß“, aber Anfang 1957 wurde er wieder in die SED aufgenommen.  Er leitete den Verkehrsbetrieb für Schöneiche bei Berlin und Woltersdorf. Ab Sommer 1957 bis Mitte Januar 1963 diente er der MfS-Kreisdienststelle Fürstenwalde/Spree als Auskunftsperson („Geheimer Informator“). Unter dem Decknamen „Franz“ war er für die Überwachung seines Betriebes und der Gaststätte in seinem Wohnhaus mitverantwortlich. Bis zu seinem Tod wirkte er als Direktor des Kommunalen Wohnungsunternehmens des Kreises Niederbarnim.